# Halowe Mistrzostwa Świata w Lekkoatletyce 2014 – bieg na 3000 m kobiet
Bieg na 3000 metrów kobiet – jedna z konkurencji biegowych rozgrywanych podczas 15. halowych lekkoatletycznych mistrzostw świata na Ergo Arenie w Sopocie.
Tytułu mistrzowskiego nie obroniła Kenijka Hellen Onsando Obiri.

## Rekordy
W poniższej tabeli przedstawiono (według stanu przed rozpoczęciem mistrzostw) rekordy świata, poszczególnych kontynentów oraz halowych mistrzostw świata.
|                                   | Zawodniczka       | Wynik   | Miejsce   | Data                  |
| --------------------------------- | ----------------- | ------- | --------- | --------------------- |
| Halowy rekord świata              | Genzebe Dibaba    | 8:16,60 | Sztokholm | 6 lutego 2014(dts)    |
| Listy światowe                    | Genzebe Dibaba    | 8:16,60 | Sztokholm | 6 lutego 2014(dts)    |
| Rekord halowych mistrzostw świata | Elly van Hulst    | 8:33,82 | Budapeszt | 4 marca 1989(dts)     |
| Halowy rekord Afryki              | Genzebe Dibaba    | 8:16,60 | Sztokholm | 6 lutego 2014(dts)    |
| Halowy rekord Ameryki Południowej | Letitia Vriesde   | 9:07,08 | Haga      | 31 stycznia 1993(dts) |
| Halowy rekord Ameryki Północnej   | Shalane Flanagan  | 8:33,25 | Boston    | 27 stycznia 2007(dts) |
| Halowy rekord Australii i Oceanii | Kimberley Smith   | 8:38,14 | Boston    | 27 stycznia 2007(dts) |
| Halowy rekord Azji                | Dong Yanmei       | 8:41,34 | Lizbona   | 10 marca 2001(dts)    |
| Halowy rekord Europy              | Lilija Szobuchowa | 8:27.86 | Moskwa    | 17 lutego 2006(dts)   |

## Terminarz
| Data         | Godzina | Runda      |
| ------------ | ------- | ---------- |
| 7 marca 2014 | 11:25   | Eliminacje |
| 9 marca 2014 | 16:50   | Finał      |

## Rezultaty

### Eliminacje
Awans: Pierwsze cztery z każdego biegu (Q) oraz cztery z najlepszymi czasami wśród przegranych (q).
| Pozycja | Bieg | Zawodniczka          | Państwo                      | Czas    | Uwagi |
| ------- | ---- | -------------------- | ---------------------------- | ------- | ----- |
| 1.      | 2    | Maryam Yusuf Jamal   | Bahrajn                      | 8:53,07 | Q     |
| 2.      | 2    | Hellen Onsando Obiri | Kenia                        | 8:53,31 | Q     |
| 3.      | 2    | Betlhem Desalegn     | Zjednoczone Emiraty Arabskie | 8:53,56 | Q     |
| 4.      | 2    | Hiwot Ayalew         | Etiopia                      | 8:53,70 | Q     |
| 5.      | 2    | Renata Pliś          | Polska                       | 8:57,80 | q     |
| 6.      | 1    | Genzebe Dibaba       | Etiopia                      | 8:57,86 | Q     |
| 7.      | 2    | Gabriele Grunewald   | Stany Zjednoczone            | 8:58,10 | q     |
| 8.      | 1    | Sifan Hassan         | Holandia                     | 8:58,50 | Q     |
| 9.      | 1    | Margherita Magnani   | Włochy                       | 8:58,51 | Q     |
| 10.     | 1    | Shannon Rowbury      | Stany Zjednoczone            | 8:58,85 | Q, SB |
| 11.     | 1    | Irene Jelagat        | Kenia                        | 8:58,97 | q     |
| 12.     | 1    | Alia Saeed Mohammed  | Zjednoczone Emiraty Arabskie | 9:00,35 | q     |
| 13.     | 1    | Natalja Aristarchowa | Rosja                        | 9:09,37 |       |
| 14.     | 1    | Lucy van Dalen       | Nowa Zelandia                | 9:10,20 |       |
| 15.     | 2    | Svitlana Shmidt      | Ukraina                      | 9:25,98 |       |

### Finał
| Pozycja | Zawodniczka          | Państwo                      | Czas    | Uwagi |
| ------- | -------------------- | ---------------------------- | ------- | ----- |
| 01 !    | Genzebe Dibaba       | Etiopia                      | 8:55,04 |       |
| 02 !    | Hellen Onsando Obiri | Kenia                        | 8:57,72 |       |
| 03 !    | Maryam Yusuf Jamal   | Bahrajn                      | 8:59,16 |       |
| 4.      | Irene Jelagat        | Kenia                        | 9:02,67 |       |
| 5.      | Sifan Hassan         | Holandia                     | 9:03,22 |       |
| 6.      | Betlhem Desalegn     | Zjednoczone Emiraty Arabskie | 9:04,06 |       |
| 7.      | Renata Pliś          | Polska                       | 9:07,05 |       |
| 8.      | Shannon Rowbury      | Stany Zjednoczone            | 9:07,82 |       |
| 9.      | Margherita Magnani   | Włochy                       | 9:10,13 |       |
| 10.     | Gabriele Grunewald   | Stany Zjednoczone            | 9:11,76 |       |
| 11.     | Hiwot Ayalew         | Etiopia                      | 9:12,51 |       |
| 12.     | Alia Saeed Mohammed  | Zjednoczone Emiraty Arabskie | 9:21.23 |       |